# La brigada bichera
La brigada bichera es una historieta de 1981 del dibujante de cómics español Francisco Ibáñez perteneciente a la serie Mortadelo y Filemón. 

## Sinopsis
La T.I.A. va a modernizarse y para ello se va a formar la brigada bichera consistente en una serie de animales para ayudar a los agentes a realizar sus misiones (un cerdo especialista en buscar bombas, un perro para seguir pistas, un buitre para encontrar cadáveres, una cabra para misiones en el monte, etc.). Para conseguir todo eso el profesor Bacterio aplicará a los animales un invento que les permitirá potenciar sus cualidades. Mortadelo y Filemón deberán probar todos los animales.

## En otros medios
- Ha sido adaptado al completo en el episodio de la serie de televisión sobre los personajes.[2]